# 梶原洋
梶原 洋（かじはら ひろし、1969年1月17日 - ）は、日本の地方公務員。東京都福祉保健局次長、同局長、東京都政策企画局長を経て、東京都副知事。副知事退任後、東京臨海ホールディングス代表取締役社長。

## 学歴
梶原の副知事選任同意の議決が行われた2019年（令和元年）6月19日東京都議会会議録追加日程第一より。
- 1982年（昭和57年）3月 東京大学文学部卒業
- 1996年（平成8年）3月 東京大学大学院法学政治学研究科修了

## 経歴
梶原の副知事選任同意の議決が行われた2019年（令和元年）6月19日東京都議会会議録追加日程第一より。
- 1982年（昭和57年）4月 東京都入都（福祉局に配属[3]）
- 1996年（平成8年）4月 品川区教育委員会生涯学習部品川図書館長
- 1998年（平成10年）4月 品川区企画部情報処理課長
- 1999年（平成11年）4月 東京都総務局行政部副参事（地方分権推進担当）
- 1999年（平成11年）6月 東京都総務局行政部副参事（市町村調整担当）
- 2001年（平成13年）4月 東京都福祉局総務部福祉改革推進課長
- 2003年（平成15年）6月 東京都福祉局総務部計画調整課長（統括課長）
- 2004年（平成16年）8月 東京都福祉保健局総務部企画課長（統括課長）
- 2005年（平成17年）4月 児童相談センター次長
- 2006年（平成18年）10月 東京都東京オリンピック招致本部参事（計画調整担当）
- 2007年（平成19年）4月 東京都東京オリンピック招致本部参事（連絡調整担当）
- 2008年（平成20年）7月 東京都福祉保健局健康安全部長
- 2009年（平成21年）7月 東京都知事本局計画調整部長
- 2010年（平成22年）7月 東京都福祉保健局総務部長
- 2012年（平成24年）7月 東京都福祉保健局次長
- 2014年（平成26年）7月 東京都福祉保健局長
- 2018年（平成30年）7月 東京都政策企画局長
- 2019年（令和元年）7月 東京都副知事、公益財団法人東京オリンピック・パラリンピック競技大会組織委員会評議員[4]
- 2021年（令和3年）10月 東京都副知事退任[5]
- 2021年（令和3年）12月 株式会社東京臨海ホールディングス代表取締役社長[6]、東京臨海熱供給株式会社代表取締役社長[7]、一般社団法人東京臨海副都心まちづくり協議会理事[8]